# Aristotelia (djur)
Aristotelia är ett släkte av fjärilar som beskrevs av Jacob Hübner 1825. Aristotelia ingår i familjen stävmalar.

## Dottertaxa tillAristotelia, i alfabetisk ordning[1][2]
- Aristotelia achyrobathra
- Aristotelia adceanotha
- Aristotelia adenostomae
- Aristotelia amaenella
- Aristotelia amelanchierella
- Aristotelia aphiltra
- Aristotelia aphromorpha
- Aristotelia aquosa
- Aristotelia argentifera
- Aristotelia argodecta
- Aristotelia argyractis
- Aristotelia articulata
- Aristotelia avanica
- Aristotelia balanocentra
- Aristotelia bellela
- Aristotelia benedenii
- Aristotelia bifasciella
- Aristotelia brizella
- Aristotelia brizelloidea
- Aristotelia brochodesma
- Aristotelia calastomella
- Aristotelia calculatrix
- Aristotelia calens
- Aristotelia callirrhoda
- Aristotelia callyntrophora
- Aristotelia campicolella
- Aristotelia chlorographa
- Aristotelia citrocosma
- Aristotelia coarctatella
- Aristotelia coeruleopictella
- Aristotelia comis
- Aristotelia condensata
- Aristotelia corallina
- Aristotelia cosmographa
- Aristotelia cynthia
- Aristotelia cytheraea
- Aristotelia dasypoda
- Aristotelia decoratella
- Aristotelia decurtella
- Aristotelia devexella
- Aristotelia diolcella
- Aristotelia diversa
- Aristotelia dryonota
- Aristotelia elachistella
- Aristotelia eldorada
- Aristotelia elegantella
- Aristotelia epimetalla
- Aristotelia ericinella
- Aristotelia erycina
- Aristotelia eumeris
- Aristotelia eupatoriella
- Aristotelia euprepella
- Aristotelia flavicapitella
- Aristotelia frankeniae
- Aristotelia fungivorella
- Aristotelia galeotis
- Aristotelia heliacella
- Aristotelia hexacopa
- Aristotelia hieroglyphica
- Aristotelia howardi
- Aristotelia impunctella
- Aristotelia incitata
- Aristotelia intermediella
- Aristotelia interstratella
- Aristotelia iomarmara
- Aristotelia iospora
- Aristotelia isopelta
- Aristotelia ivae
- Aristotelia leonhardi
- Aristotelia lespedezae
- Aristotelia leucophanta
- Aristotelia lignicolora
- Aristotelia lindanella
- Aristotelia melanaphra
- Aristotelia mesoxysta
- Aristotelia micella
- Aristotelia minimella
- Aristotelia mirabilis
- Aristotelia mirandella
- Aristotelia modestella
- Aristotelia modulatrix
- Aristotelia molestella
- Aristotelia monilella
- Aristotelia montarcella
- Aristotelia naxia
- Aristotelia nigrobasiella
- Aristotelia notatella
- Aristotelia ochreella
- Aristotelia ochroxysta
- Aristotelia oribatis
- Aristotelia osthelderi
- Aristotelia ouedella
- Aristotelia pachnopis
- Aristotelia palamota
- Aristotelia palpialbella
- Aristotelia pancaliella
- Aristotelia paphia
- Aristotelia parephoria
- Aristotelia paterata
- Aristotelia penicillata
- Aristotelia perfossa
- Aristotelia perplexa
- Aristotelia physaliella
- Aristotelia planitia
- Aristotelia primipilana
- Aristotelia probolopis
- Aristotelia prohaskaella
- Aristotelia psoraleae
- Aristotelia pullella
- Aristotelia pullusella
- Aristotelia pulvera
- Aristotelia pyrodercia
- Aristotelia radicata
- Aristotelia resinosa
- Aristotelia rhamnina
- Aristotelia rhoisella
- Aristotelia rogenhoferi
- Aristotelia roseosuffusella
- Aristotelia rubensella
- Aristotelia rubidella
- Aristotelia rufinotella
- Aristotelia salicifungiella
- Aristotelia sarcodes
- Aristotelia sardicolella
- Aristotelia saturnina
- Aristotelia schematias
- Aristotelia schistopa
- Aristotelia silendrella
- Aristotelia sphenomorpha
- Aristotelia squamigera
- Aristotelia staticella
- Aristotelia subdecurtella
- Aristotelia subericinella
- Aristotelia subrosea
- Aristotelia suffusella
- Aristotelia superbella
- Aristotelia swierstrae
- Aristotelia thalamitis
- Aristotelia transfilata
- Aristotelia trematias
- Aristotelia triclasma
- Aristotelia trossulella
- Aristotelia turbatella
- Aristotelia urbaurea
- Aristotelia vagabundella
- Aristotelia vallicola
- Aristotelia vicana
- Aristotelia zetetica